# 瑪格麗特·巴克索
瑪格麗特·巴克索（Margaret Boxall，1945年—），婚後改名瑪格麗特·艾倫（Margaret Allen），是一名英格蘭退役女子羽球運動員。
瑪格麗特·巴克索與蘇珊·惠特爾一起在1968年和1970年歐洲羽球錦標賽女子雙打比賽中獲得金牌。他們還在1969年和1970年的全英羽球錦標賽中贏得女子雙打冠軍。